# 南开百年周恩来纪念讲堂
南开百年周恩来纪念讲堂，又称南开大学百年讲堂，是2016年12月南开大学百年校庆筹备工作正式启动时，校方面向校友发起的“南开百年讲堂”众筹计划所拟建的建筑。2018年12月，“南开百年周恩来纪念讲堂”正式面向公众发布概念设计方案征集函。